# Crno Kamanje
 Crno Kamanje  falu Horvátországban, Károlyváros megyében. Közigazgatásilag  Generalski Stolhoz tartozik.

## Fekvése
Károlyvárostól 18 km-re délnyugatra, községközpontjától 6 km-re északra, a Dobra bal partján fekszik.

## Története
A településnek 1857-ben 142, 1910-ben 89 lakosa volt. Trianon előtt Modrus-Fiume vármegye Ogulini járásához tartozott. 2011-ben a falunak 16 lakosa volt.

## Lakosság
| Lakosság változása | Lakosság változása | Lakosság változása | Lakosság változása | Lakosság változása | Lakosság változása | Lakosság változása | Lakosság változása | Lakosság változása | Lakosság változása | Lakosság változása | Lakosság változása | Lakosság változása | Lakosság változása | Lakosság változása | Lakosság változása |
| ------------------ | ------------------ | ------------------ | ------------------ | ------------------ | ------------------ | ------------------ | ------------------ | ------------------ | ------------------ | ------------------ | ------------------ | ------------------ | ------------------ | ------------------ | ------------------ |
| 1857               | 1869               | 1880               | 1890               | 1900               | 1910               | 1921               | 1931               | 1948               | 1953               | 1961               | 1971               | 1981               | 1991               | 2001               | 2011               |
| 142                | 112                | 124                | 112                | 104                | 89                 | 71                 | 72                 | 81                 | 81                 | 83                 | 69                 | 53                 | 39                 | 20                 | 16                 |

## Nevezetességei
Védett kulturális emlék a településen kívül található, a Dobra folyó partján álló, kőből épített egyszintes malom. A malom egy régebbi fa malom helyén épült 1876-ban. Téglalap alaprajzú épület, cseréppel borított nyeregtetővel. A délkeleti sarkot, valamint mindkét oromzatot függőlegesen szögezett deszkák zárják. Az egyterű belső részben található a malomüzem. A három malomkerék a malom építésének idejéből való, míg az árpa őrlőgép későbbi. Az üzem a horvátországi háborúig működött.